# Француска на Европском првенству у атлетици у дворани 2021.
Француска је учествовала на 36. Европском првенству у дворани 2021 који се одржао у Торуњу, Пољска, од 4. до 7. марта. Ово је било тридесет шесто европско првенство у дворани на коме је Француска учествовала, односно учествовала је на свим првенствима до данас. Репрезентацију Француске представљала су 26 такмичара (19 мушкараца и 7 жена) који су се такмичили у 14 дисциплина (9 мушких и 5 женских).
На овом првенству Француска је по броју освојених медаља делила је 5 место са укупно 4 медаље од којих су 2 златне и 2 сребрне. У табели успешности према броју и пласману такмичара који су учествовали у финалним такмичењима (првих 8 такмичара) Француска је са 11 финалиста била 7. са освојених 50 бодова.
| Пл. | Земља     | 1. место | 2. место | 3. место | 4. место | 5. место | 6. место | 7. место | 8. место | Бр. фин.-/> Бод. |
| --- | --------- | -------- | -------- | -------- | -------- | -------- | -------- | -------- | -------- | ---------------- |
| 7.  | Француска | 2-16     | 2-14     | -        | 1-5      | 1-4      | 3-9      | -        | 2–2      | 11 - 50          |

## Учесници
| Мушкарци: - Мамадоу Фал — 60 м - Амори Голитин — 60 м - Томас Жордије — 400 м - Пјер Амброаз Бос — 800 м - Роберт Бенжамин — 800 м - Насредин Кхатир — 800 м - Батист Мишлер — 1.500 м - Азедине Хабз — 1.500 м - Симон Денисел — 1.500 м - Иго Ај — 3.000 м - Жими Гресијер — 3.000 м - Djilali Bedrani — 3.000 м - Вилем Белосјан — 60 м препоне - Аурел Манга — 60 м препоне - Валентин Лавилени — Скок мотком - Етан Кормон — Скок мотком - Рено Лавилени — Скок мотком - Мелвин Рефен — Троскок - Кевин Мајер — Седмобој | Жене: - Карол Заи — 60 м - Orlann Ombissa-Dzangue — 60 м - Амандин Бросје — 400 м - Алис Финот — 3.000 м - Латиција Бапт — 60 м препоне - Сирена Самба-Мајела — 60 м препоне - Селија Перон — Петобој |  |

## Освајачи медаља (4)

### Злато (2)
- Вилем Белосјан — 60 м препоне
- Кевин Мајер — Петобој

### Сребро (2)
- Валентин Лавилени — Скок мотком
- Алис Финот — 3.000 м

## Резултати

### Мушкарци
| Атлетичар         | Дисциплина   | Лични рекорд | Квалификације     | Квалификације   | Полуфинале           | Полуфинале           | Финале                | Финале               | Детаљи                                   |
| Атлетичар         | Дисциплина   | Лични рекорд | Резултат          | Место           | Резултат             | Место                | Резултат              | Место                | Детаљи                                   |
| ----------------- | ------------ | ------------ | ----------------- | --------------- | -------------------- | -------------------- | --------------------- | -------------------- | ---------------------------------------- |
| Мамадоу Фал       | 60 м         | 6,60         | 6,66 (.655) КВ    | 2. у гр. 8      | 6,64 (.635)          | 3. у гр. 1           | Нису се квалификовали | 9 / 44 (45)          |                                          |
| Амори Голитин     | 60 м         | 6,62         | 6,70 (.696) кв    | 3. у гр. 5      | 6,64 (.638)          | 5. у гр. 3           | Нису се квалификовали | 10 / 44 (45)         |                                          |
| Томас Жордије     | 400 м        | 46,13        | Дисквалификован   | Дисквалификован | Није се квалификовао | Није се квалификовао | Није се квалификовао  | Није се квалификовао |                                          |
| Пјер Амброаз Бос  | 800 м        | 1:45,95      | 1:49,08 КВ        | 2. у гр. 2      | 1:47,86 КВ           | 1. у гр. 3           | 1:50,13               | 6 / 38 (39)          |                                          |
| Роберт Бенжамин   | 800 м        | 1:46,06      | 1:49,76 (.760) КВ | 3. у гр. 1      | 1:48,25              | 5. у гр. 1           | Нису се квалификовали | 12 / 38 (39)         |                                          |
| Насредин Кхатир   | 800 м        | 1:47,28      | 1:50,97 КВ        | 3. у гр. 4      | 1:49,73              | 5. у гр. 2           | Нису се квалификовали | 16 / 38 (39)         |                                          |
| Батист Мишлер     | 1.500 м      | 3:38,85      | 3:41,52 (.518)    | 5. у гр. 1      |                      |                      | Нису се квалификовали | 21 / 50 (51)         | Архивирано на веб-сајту (30. април 2021) |
| Азедине Хабз      | 1.500 м      | 3:40,11      | 3:41,55           | 5. у гр. 2      | 22 / 50 (51)         |                      | Нису се квалификовали |                      | Архивирано на веб-сајту (30. април 2021) |
| Симон Денисел     | 1.500 м      | 3:37,70      | 3:44,94           | 8. у гр. 4      | 38 / 50 (51)         |                      | Нису се квалификовали |                      | Архивирано на веб-сајту (30. април 2021) |
| Иго Ај            | 3.000 м      | 7:48,66      | 7:47,30 кв        | 4. у гр. 2      | 7:51,82              | 6 / 31 (34)          |                       |                      |                                          |
| Жими Гресијер     | 3.000 м      | 7:39,70      | 7:48,93 КВ        | 1. у гр. 3      | 7:52,43              | 8 / 31 (34)          |                       |                      |                                          |
| Djilali Bedrani   | 3.000 м      | 7:41,40      | 7:55,76           | 4. у гр. 1      | Није се квалификовао | 17 / 31 (34)         |                       |                      |                                          |
| Вилем Белосјан    | 60 м препоне | 7,45         | 7,52 (.514) КВ    | 1. у гр. 4      | 7,49 КВ              | 1. у гр. 2           | 7,42 ЕРС              |                      | Архивирано на веб-сајту (30. април 2021) |
| Аурел Манга       | 60 м препоне | 7,53         | 7,64 КВ           | 1. у гр. 2      | 7,62 КВ              | 2. у гр. 1           | 7,63 (.624)           | 5 / 35               | Архивирано на веб-сајту (30. април 2021) |
| Валентин Лавилени | Скок мотком  | 5,80         | 5,60 кв           | 4.              |                      |                      | 5,80 =ЛР              |                      |                                          |
| Етан Кормон       | Скок мотком  | 5,80         | 5,60              | 10.             | Није се квалификовао | 10 / 14 (15)         |                       |                      |                                          |
| Рено Лавилени     | Скок мотком  | 6,16         | Није стартовао    | Није стартовао  | Није се квалификовао | Није се квалификовао |                       |                      |                                          |
| Мелвин Рефен      | Троскок      | 17,20        | 15,29             | 14.             | Није се квалификовао | 14 / 14              |                       |                      |                                          |

#### Седмобој
| Дисциплина    | Кевин Мајер | Кевин Мајер | Кевин Мајер | Кевин Мајер | Кевин Мајер    | Кевин Мајер |
| Дисциплина    | Лич. рек.   | Рез.        | Бод.        | Плас.       | Укупно         | Плас.       |
| ------------- | ----------- | ----------- | ----------- | ----------- | -------------- | ----------- |
| 60 м          | 6,95        | 6,86 ЛР     | 933         | 2.          | 933            | 2.          |
| Скок удаљ     | 7,54        | 7,47 ЛРС    | 927         | 4.          | 1.860          | 2.          |
| Бацање кугле  | 15,66       | 16,32 ЛР    | 871         | 1.          | 2.731          | 2.          |
| Скок увис     | 2,10        | 2,04        | 840         | 4.          | 3.571          | 1.          |
| 60 препоне \| | 7,68        | 7,78        | 1.038       | 1.          | 4.609          | 1.          |
| Скок мотком   | 5,60        | 5,20 ЛРС    | 972         | 1.          | 5.581          | 1.          |
| 1.000 м       | 2:37,30     | 2:45,72     | 811         | 7.          | 6.392          | 1.          |
| Укупно        | 6.479 НР    | -           | −           | −           | 6.392 СРС, ЕРС |             |

### Жене
| Атлетичарка            | Дисциплина   | Лични рекорд | Квалификације  | Квалификације | Полуфинале            | Полуфинале            | Финале                | Финале       | Детаљи                                   |
| Атлетичарка            | Дисциплина   | Лични рекорд | Резултат       | Место         | Резултат              | Место                 | Резултат              | Место        | Детаљи                                   |
| ---------------------- | ------------ | ------------ | -------------- | ------------- | --------------------- | --------------------- | --------------------- | ------------ | ---------------------------------------- |
| Карол Заи              | 60 м         | 7,11         | 7,22 КВ        | 1. у гр. 2    | 7,21 КВ               | 1. у гр. 1            | 7,26 (.258)           | 6 / 37 (40)  |                                          |
| Orlann Ombissa-Dzangue | 60 м         | 7,15         | 7,30 (.297) КВ | 3. у гр. 5    | 7,26 (.256) КВ        | 2. у гр. 3            | 7,23                  | 4 / 37 (40)  |                                          |
| Амандин Бросје         | 400 м        | 52,14        | 53,23          | 3. у гр. 7    | Нису се квалификовале | Нису се квалификовале | Нису се квалификовале | 23 / 37      | Архивирано на веб-сајту (30. април 2021) |
| Алис Финот             | 3.000 м      | 8:53,00      | 8:57,28 кв     | 6. у гр. 1    |                       |                       | 8:46,54 ЛР            |              |                                          |
| Латиција Бапт          | 60 м препоне | 7,93         | 8,11 КВ        | 3. у гр. 3    | 8,13 (.121)           | 7. у гр. 1            | Није квалификовала    | 16 / 40 (44) | Архивирано на веб-сајту (30. април 2021) |
| Сирена Самба-Мајела    | 60 м препоне | 7,94         | 8,22 (.218)    | 5. у гр. 6    | Није квалификовала    | Није квалификовала    | Није квалификовала    | 28 / 40 (44) | Архивирано на веб-сајту (30. април 2021) |

#### Петобој
| Дисциплина   | Селија Перон | Селија Перон | Селија Перон | Селија Перон | Селија Перон | Селија Перон |
| Дисциплина   | Лич. рек.    | Резултат     | Бод.         | Плас.        | Укупно       | Плас.        |
| ------------ | ------------ | ------------ | ------------ | ------------ | ------------ | ------------ |
| 60 м препоне | 8,36         | 8,57         | 1.002        | 11.          | 1.002        | 11.          |
| Скок увис    | 1,78         | 1,71         | 867          | 11.          | 1.869        | 11.          |
| Бацање кугле | 11,77        | 11,73        | 643          | 11.          | 2.512        | 11.          |
| Скок удаљ    | 5,99         | 6,15 ЛР      | 896          | 4.           | 3.408        | 9.           |
| 800 м        | 2:11,65      | 2:14,32      | 902          | 5.           | 4.310        | 8.           |
| Укупно       | 4.434        |              |              |              | 4.310        | 8 / 10 (12)  |